# René Wagner (pływak)
René Wagner (ur. 7 maja 1938 w Mamer) – luksemburski pływak, uczestnik Letnich Igrzysk 1960 w Rzymie.
Wystartował w konkurencji 100 metrów stylem dowolnym podczas igrzysk olimpijskich w 1960 roku. W swoim wyścigu eliminacyjnym zajął ostatnie, 7. miejsce z czasem 1:04.3. Nie awansował do półfinałów.